# Sciurus spadiceus
Lo scoiattolo rosso dell'Amazzonia meridionale (Sciurus spadiceus Olfers, 1818) è una specie di scoiattolo arboricolo del genere Sciurus originaria del Sudamerica.

## Tassonomia
Attualmente, gli studiosi riconoscono tre sottospecie di scoiattolo rosso dell'Amazzonia meridionale:
- S. s. spadiceus Olfers, 1818 (Brasile, Mato Grosso);
- S. s. steinbachi J. A. Allen, 1914 (Bolivia, Dipartimento di Santa Cruz);
- S. s. tricolor Tschudi, 1844 (Perù nord-orientale e Colombia).

## Descrizione
Lo scoiattolo rosso dell'Amazzonia settentrionale è lungo 50,3-52,2 cm, dei quali 26,6-26,7 costituiti dalla coda; pesa 570-660 g. Si distingue facilmente dallo scoiattolo della Guiana (Sciurus aestuans), presente anch'esso nella stessa area, per le dimensioni maggiori e la colorazione marrone-rossastra del dorso, sebbene alcuni individui presentino il ventre di colore bianco tipico dell'altra specie. I fianchi, le anche, le zampe anteriori e i lati della faccia sono rossicci, mentre il ventre è di colore variabile dal crema al rossastro. La coda è marrone alla base, ma diviene rossa distalmente. La colorazione, tuttavia, varia molto da un esemplare all'altro.

## Distribuzione e habitat
Lo scoiattolo rosso dell'Amazzonia meridionale è diffuso dal Venezuela meridionale alla Bolivia meridionale, al Perù sud-orientale e, forse, alle province argentine di Jujuy e Salta.
Vive prevalentemente nelle foreste di pianura dell'Amazzonia e su quelle che crescono sulle colline ai piedi delle Ande.

## Biologia
È un animale diurno e arboricolo, ma all'occorrenza può scendere anche sul terreno. È generalmente solitario, ma si possono vedere più esemplari mangiare sullo stesso albero. Si nutre soprattutto di grosse noci con endocarpo spesso e duro. Di solito va in cerca di cibo nei piani alti della foresta. Vive sia nelle foreste primarie che in quelle secondarie, e generalmente risiede sui rami medi e inferiori.

## Conservazione
Malgrado la deforestazione e la caccia a scopo alimentare, lo scoiattolo rosso dell'Amazzonia meridionale è ancora molto numeroso e la sua popolazione sembra essere al sicuro; per questo motivo la IUCN lo inserisce tra le specie a rischio minimo.